# Carla Bley
Carla Bley (Oakland, 1936. május 11. – Willow, 2023. október 17.) amerikai dzsesszzongorista, orgonista, szaxofonos, zeneszerző, zenekarvezető.

## Pályakép
A zene alapfogalmait egyházi zenész apjától tanulta meg. Azután már az ismereteket többnyire maga sajátította el. 1955 után New Yorkba költözött, ahol cigarettaárus lányként kezdte a Birdland nevű dzsesszklubban. Jó zenéket hallott és fontos emberekkel találkozott. Alkalmilag zongorázott.
Hozzáment Paul Bley zongoristához és zenét szerzett George Russell és Jimmy Giuffre számára is. 1964-ben második férjével, a trombitás Michael Mantlerrel létrehozta a Jazz Composer's Guild Orchestra nevű együttesét, amelyet egy évvel később egyszerűen a Jazz zeneszerző zenekarának hívtak. Két évvel később pedig a Jazz Composer's Orchestra nonprofit szervezetet. 1967-ben megjelentette első saját lemezét (Genuine Tong Funeral). A nagy sikert 1971-es operája, az Escalator Over The Hill hozta meg.
Huszonhat albuma jelent meg, főleg saját kompozícióival.

## Lemezek
- 1974: Tropic Appetites
- 1977: Dinner Music
- 1978: European Tour 1977
- 1979: Musique Mecanique
- 1981: Social Studies
- 1982: Live!
- 1983: Mortelle Randonnée (Mercury) – Soundtrack
- 1984: I Hate to Sing
- 1984: Heavy Heart
- 1985: Night-Glo  with Steve Swallow
- 1987: Sextet
- 1988: Duets  with Steve Swallow
- 1989: Fleur Carnivore
- 1991: The Very Big Carla Bley Band
- 1992: Go Together  with Steve Swallow
- 1993: Big Band Theory
- 1994: Songs with Legs  with Andy Sheppard and Steve Swallow
- 1996: The Carla Bley Big Band Goes to Church
- 1998: Fancy Chamber Music
- 1999: Are We There Yet?  with Steve Swallow
- 2000: 4 x 4
- 2003: Looking for America
- 2004: The Lost Chords
- 2007: The Lost Chords find Paolo Fresu
- 2008: Appearing Nightly
- 2009: Carla's Christmas Carols
- 2013: Trios (ECM) with Andy Sheppard and Steve Swallow
- 2015: Andando el Tiempo (ECM) with Andy Sheppard and Steve Swallow
- 2020: Life Goes On (ECM) with Andy Sheppard and Steve Swallow

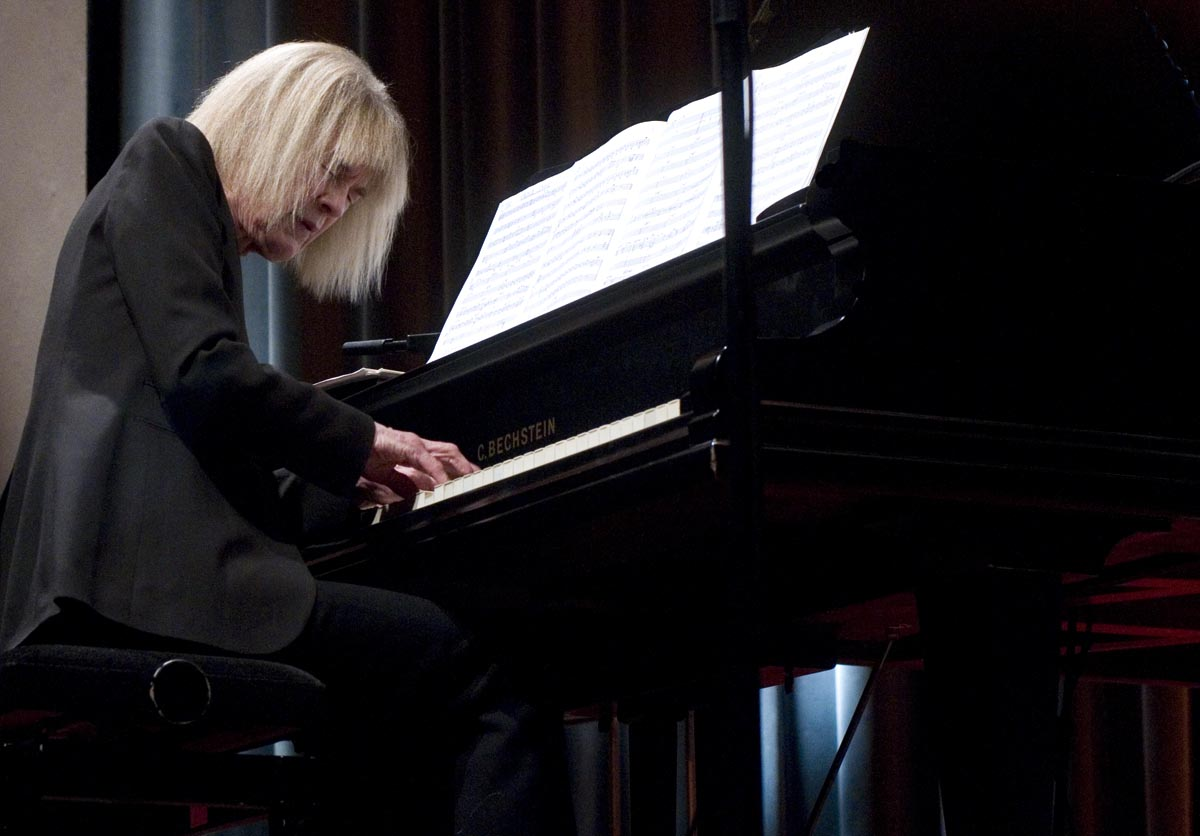

## Díjak
- 1972: Guggenheim Fellowship for music composition
- 2009: German Jazz Trophy „A Life for Jazz”
- 2015: National Endowment for the Arts
- 2016: Andando el Tiempo: Favorite Jazz Albums (allmusic.com)